# نيكي جنكينز
نيكي جنكينز (بالإنجليزية: Niki Jenkins)‏ (و. 1973  م) هي لاعبة جودو كندية، ولدت في سيلكيرك، شاركت في الألعاب الأولمبية الصيفية 1996.

## روابط خارجية
- نيكي جنكينز على موقع JudoInside.com (الإنجليزية)
- نيكي جنكينز على موقع اللجنة الأولمبية الدولية (الإنجليزية)
- نيكي جنكينز على موقع أوليمبيديا (الإنجليزية)
- نيكي جنكينز على موقع اللجنة الأولمبية الكندية (الإنجليزية)